# Tunel Brančić
Tunel Brančić (v srbské cyrilici Тунел Бранчић) je dálniční tunel na dálnici A2 v západním Srbsku. Název má podle nedaleké vesnice, resp. v blízkosti města Ljig. Tunel je dlouhý 945 m.
Tunel tvoří dvě trouby, každá z nich má dva jízdní pruhy. Má vlastní řídící centrum a proměnné dopravní značení. Každá trouba je široká 8,5 m, hlídá jej 88 kamer.
Tunel byl budován čtyři a půl roku, celkové náklady na jeho výstavbu dosáhly sumy 37 milionů dolarů. Jeho výstavbu realizovala domácí společnost Energoprojekt a čínská společnost Shandong High-Speed Group. Výstavbu provázely různé těžkosti s podložím i jeho sesuvy; vytěženo bylo nakonec 250 000 m3 zeminy. Proražen byl v březnu 2019, v jarních měsících byla instalována kabeláž v délce několika kilometrů a další elektrická zařízení. Tunel byl zprovozněn v srpnu téhož roku v souvislosti s otevřením dálničního úseku z Ljigu do města Čačak. 